# كريستين كورين
كريستين كورين (بالنرويجية البوكمول: Christiane Koren؛ بالدنماركية: Christiane Koren) هي كاتبة يوميات وكاتِبة وشاعرة دنماركية ونرويجية، ولدت في 1764 في كوبنهاغن في الدنمارك، وتوفيت في 1815 في أولنساكر في النرويج.